# Stazione di Benevento
Stazione di Benevento vasútállomás Olaszországban, Benevento településen.

## Vasútvonalak
Az állomást az alábbi vasútvonalak érintik:
- Nápoly–Foggia-vasútvonal
- Bosco Redole–Benevento-vasútvonal
- Cancello–Benevento railway
- Benevento–Cancello-vasútvonal

## Kapcsolódó állomások
A vasútállomáshoz az alábbi állomások vannak a legközelebb:
- Stazione di Benevento Arco Traiano (Stazione di Cancello, Cancello–Benevento railway)
- Stazione di Vitulano-Foglianise (Stazione di Napoli Centrale, Nápoly–Foggia-vasútvonal)
- Benevento Acquafredda railway halt (Bosco Redole–Benevento-vasútvonal)
- Stazione di Benevento Appia (Stazione di Cancello, Stazione di Napoli Centrale, Benevento–Cancello-vasútvonal)
- Paduli sul Calore railway station (Stazione di Foggia, Nápoly–Foggia-vasútvonal)
- Benevento Acquafredda railway halt (Stazione di Campobasso, Bosco Redole–Benevento-vasútvonal)